# Championnats sportifs européens 2022
Navigation
Édition précédente
Les Championnats sportifs européens 2022 sont la 2e édition des championnats sportifs européens. Ils se déroulent du 11 au 21 août 2022 à Munich.
Ils consistent en l'organisation concomitante des championnats d'Europe 2022 d'athlétisme, d'aviron, de beach-volley, de BMX freestyle, de course en ligne de canoë-kayak, de cyclisme sur piste, de cyclisme sur route, d'escalade, de gymnastique artistique, de tennis de table, de triathlon et de VTT.
Contrairement aux Championnats sportifs européens 2018, la natation, le plongeon, la natation artistique et la natation en eau libre ne feront pas partie du programme de l'événement, bien que se déroulant simultanément à Rome. Le golf, présent en 2018 ne revient pas en 2022.

## Programme
Le programme est publié en juillet 2021.
| ● | Compétitions | 1 | Nombre de médailles d'or attribuées |

| Août                          | Août                          | 11 Jeu | 12 Ven | 13 Sam | 14 Dim | 15 Lun | 16 Mar | 17 Mer | 18 Jeu | 19 Ven | 20 Sam | 21 Dim | Nombre de médailles d'or attribuées |
| ----------------------------- | ----------------------------- | ------ | ------ | ------ | ------ | ------ | ------ | ------ | ------ | ------ | ------ | ------ | ----------------------------------- |
| Athlétisme                    | Athlétisme                    |        |        |        |        | X      | X      | X      | X      | X      | X      | X      | 50                                  |
| Aviron                        | Aviron                        | ●      | ●      | X      | X      |        |        |        |        |        |        |        | 22                                  |
| Beach-volley                  | Beach-volley                  |        |        |        |        | ●      | ●      | ●      | ●      | ●      | 1      | 1      | 2                                   |
| Canoë-kayak - Course en ligne | Canoë-kayak - Course en ligne |        |        |        |        |        |        |        | ●      | X      | X      | X      | 42                                  |
| Cyclisme                      | Piste                         | ●      | 6      | 5      | 3      | 4      | 4      |        |        |        |        |        | 30                                  |
| Cyclisme                      | Route                         |        |        |        | 1      |        |        | 2      |        |        |        | 1      | 30                                  |
| Cyclisme                      | VTT (cross-country)           |        |        |        |        |        |        |        |        | 1      | 1      |        | 30                                  |
| Cyclisme                      | BMX freestyle                 | ●      | 1      | 1      |        |        |        |        |        |        |        |        | 30                                  |
| Escalade                      | Escalade                      | ●      | ●      | 2      | 2      | 2      |        | 1      | 1      |        |        |        | 8                                   |
| Gymnastique artistique        | Gymnastique artistique        | 1      |        | X      | X      |        |        |        | X      |        | X      | X      | 14                                  |
| Tennis de table               | Tennis de table               |        |        | ●      | ●      | X      | ●      | ●      | X      | ●      | ●      | 2      | 5                                   |
| Triathlon                     | Triathlon                     |        | 1      | 1      | 1      |        |        |        |        |        |        |        | 3                                   |
| Total des médailles d'or      | Total des médailles d'or      | 1      | 8      | 21     | 22     | 14     | 12     | 9      | 10     | 21     | 23     | 35     | 176                                 |
| Total cumulé                  | Total cumulé                  | 1      | 9      | 30     | 52     | 66     | 78     | 87     | 97     | 118    | 141    | 176    | 176                                 |

## Participants

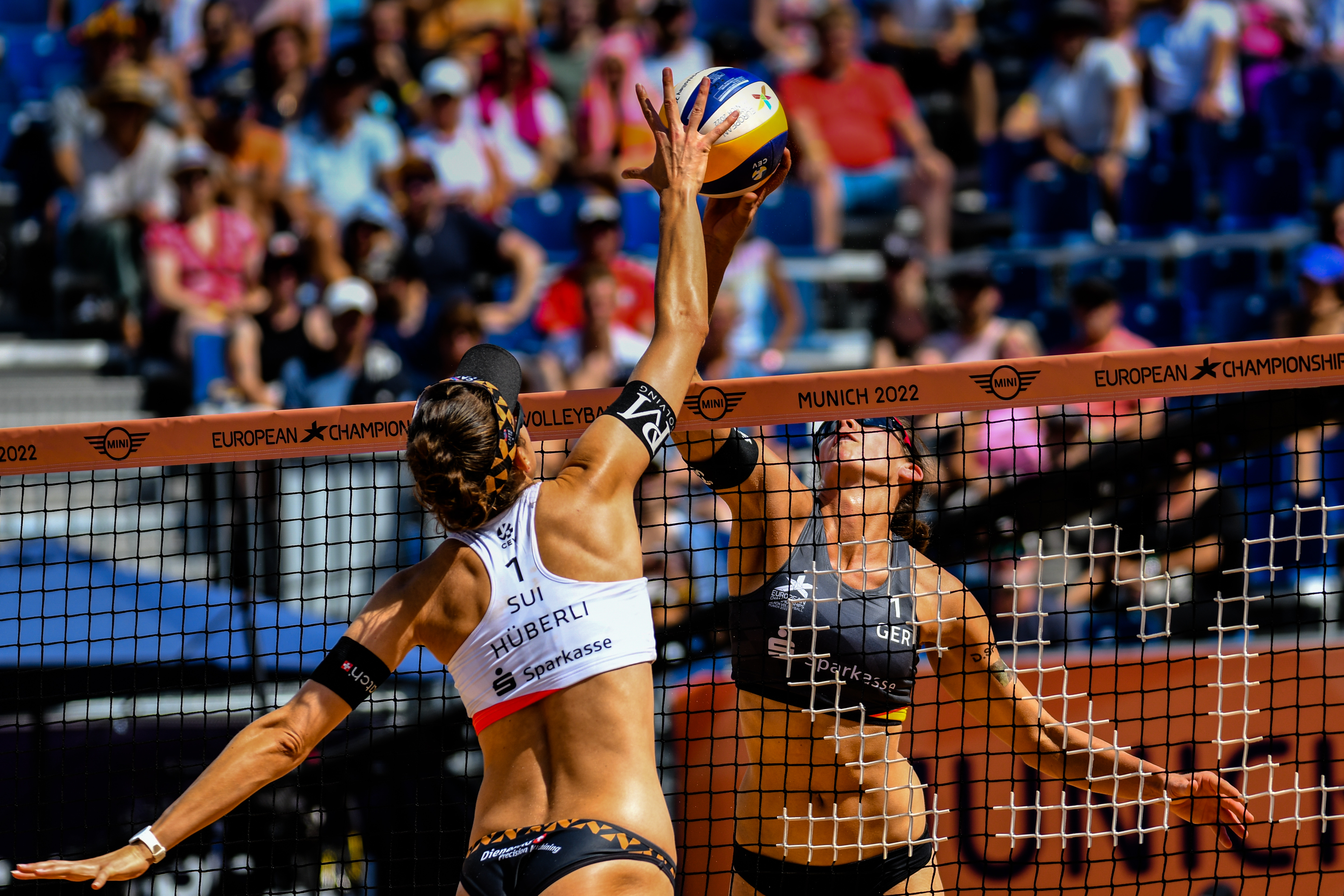
Championnats sportifs européens 2022, compétition de Beach Volleyball. Tanja Hüberli (Suisse) et Kira Walkenhorst (Allemagne) en match. Aout 2022.

La Russie et la Biélorussie sont exclues de ces championnats à cause de l'invasion de l'Ukraine par la Russie.
Au total, 48 délégations nationales sont représentées, ainsi qu'une équipe d'athlètes réfugiés.
| - Albanie - Allemagne - Andorre - Arménie - Equipe d'athlètes réfugiés - Autriche - Azerbaïdjan - Belgique - Bosnie-Herzégovine - Bulgarie - Chypre - Croatie | - Danemark - Espagne - Estonie - Finlande - France - Géorgie - Gibraltar - Grande-Bretagne - Grèce - Hongrie - Irlande - Islande | - Israël - Italie - Kosovo - Lettonie - Lituanie - Luxembourg - Macédoine du Nord - Malte - Moldavie - Monaco - Monténégro - Norvège | - Pays-Bas - Pologne - Portugal - Roumanie - Saint-Marin - Serbie - Slovénie - Slovaquie - Suède - Suisse - Tchéquie - Turquie - Ukraine |

## Tableau des médailles
Chaque discipline sportive possède son propre classement de médailles mais ce tableau total est celui qui permet l'attribution du Trophée des Championnats sportifs européens à la meilleure équipe.
- Classement au 21 août[4],[5].

- Pays organisateur (Allemagne)

| Rang  | Nation          | Or  | Argent | Bronze | Total |
| ----- | --------------- | --- | ------ | ------ | ----- |
| 1     | Allemagne       | 26  | 20     | 14     | 60    |
| 2     | Grande-Bretagne | 24  | 19     | 17     | 60    |
| 3     | Italie          | 14  | 18     | 19     | 51    |
| 4     | France          | 11  | 17     | 22     | 50    |
| 5     | Hongrie         | 11  | 7      | 5      | 23    |
| 6     | Espagne         | 9   | 11     | 12     | 32    |
| 7     | Pays-Bas        | 9   | 7      | 12     | 28    |
| 8     | Pologne         | 8   | 16     | 15     | 39    |
| 9     | Roumanie        | 8   | 2      | 5      | 15    |
| 10    | Grèce           | 6   | 4      | 0      | 10    |
| 11    | Ukraine         | 5   | 8      | 9      | 22    |
| 12    | Norvège         | 5   | 1      | 3      | 9     |
| 13    | Autriche        | 4   | 2      | 2      | 8     |
| 13    | Portugal        | 4   | 2      | 2      | 8     |
| 15    | Suisse          | 3   | 5      | 6      | 14    |
| 16    | Slovénie        | 3   | 5      | 2      | 10    |
| 17    | Tchéquie        | 3   | 4      | 3      | 10    |
| 18    | Belgique        | 3   | 3      | 4      | 10    |
| 19    | Suède           | 3   | 2      | 4      | 9     |
| 20    | Croatie         | 3   | 1      | 3      | 7     |
| 21    | Lituanie        | 2   | 2      | 3      | 7     |
| 22    | Israël          | 2   | 1      | 3      | 6     |
| 23    | Finlande        | 2   | 1      | 1      | 4     |
| 24    | Turquie         | 1   | 4      | 3      | 8     |
| 25    | Danemark        | 1   | 3      | 3      | 7     |
| 26    | Irlande         | 1   | 2      | 1      | 4     |
| 26    | Serbie          | 1   | 2      | 1      | 4     |
| 28    | Arménie         | 1   | 1      | 0      | 2     |
| 28    | Lettonie        | 1   | 1      | 0      | 2     |
| 30    | Albanie         | 1   | 0      | 0      | 1     |
| 30    | Chypre          | 1   | 0      | 0      | 1     |
| 32    | Slovaquie       | 0   | 1      | 1      | 2     |
| 33    | Moldavie        | 0   | 1      | 0      | 1     |
| 33    | Monténégro      | 0   | 1      | 0      | 1     |
| 35    | Bulgarie        | 0   | 0      | 1      | 1     |
| 35    | Estonie         | 0   | 0      | 1      | 1     |
| 35    | Luxembourg      | 0   | 0      | 1      | 1     |
| Total | Total           | 176 | 174    | 178    | 528   |

## Sites de compétitions
- Stade olympique : athlétisme (concours et courses)
- Odeonsplatz : athlétisme (marathon et marche)
- Königsplatz : beach-volley, escalade
- Oberschleißheim : aviron, canoë-kayak
- Centre des expositions de Munich : cyclisme (sur piste)
- Murnau am Staffelsee : cyclisme (sur route - course hommes)
- Fürstenfeldbruck : cyclisme (sur route - c.l.m. hommes et femmes)
- Landsberg am Lech : cyclisme (sur route - course femmes)
- Parc olympique : cyclisme (BMX freestyle, VTT cross-country)
- Olympiahalle : gymnastique artistique
- Rudi-Sedlmayer-Halle : tennis de table

## Droits télévisés
La plupart des diffuseurs de ces championnats européens font partie de l'UER, partenaire de l'événement.